# Dick Dale
Richard Monsour (bedre kendt som Dick Dale), (født 4. maj 1937, død 16. marts 2019) var kendt som en af banebryderne inden for surf rock, og var en af de mest indflydelsesrige musikere i 1960'erne. Hans guitar-teknikker har siden hen haft indflydelse på guitarister fra Jimi Hendrix til Eddie Van Halen. Dick var gode venner med Leo Fender, og spillede efter sigende så hårdt på de tidlige Fender-forstærkere, at der gik ild i en af dem. Det var efter Dicks forslag, at mange af de senere Fender-forstærkere blev udviklet. Dale var også med til at udvikle brugen af reverb med guitar, da Leo Fender havde bygget effekten ind i en mikrofon for at Dales sangstemme skulle lyde bedre, når han spillede koncerter. Efter ret få shows blev mikrofonen dog konstant placeret foran guitarforstærkeren. På grund af hans meget hurtige og aggressive spillen er der mange, der mener, at Dick Dale er en af grundlæggerne for heavy metal musikgenren.
Mange vil måske kunne genkende ham fra lydsporet til Quentin Tarantinos Pulp Fiction (1994), hvor han, sammen med sit band Dick Dale & His Del-Tones, stod bag åbningstemaet Miserlou.